# Trolejbusová doprava v Lehnici
V Lehnici, městě na jihozápadě Polska, byla dvakrát v provozu malá síť trolejbusové dopravy.

## Historie

### První provoz
Poprvé se trolejbusy v Lehnici objevily 10. října 1943. Tehdy byla zprovozněna prvním a také jediná linka v trase železniční stanice – městský park (zpět přes Staré Město) – Złotoryjska – Lasek Złotoryjski o délce 4 km. Na této trati jezdily čtyři trolejbusy MAN. Později bylo zakoupeno ještě několik ojetých vozů Henschel.

### Druhý provoz
Druhý trolejbusový provoz v Lehnici začal svůj život 22. července 1949. Tehdy byla otevřena částečně jednosměrná trať o délce 3 km od nádraží na jihovýchod k vojenskému letišti. Na stavbě se podílela i Polská lidová armáda. Zpočátku jezdil na této lince trolejbus Henschel, jediný, který přežil válečné události. V roce 1951 byly zakoupeny dva ojeté trolejbusy z Varšavy, jeden z nich ale byl záhy vyřazen. Trolejbusová trakce s jedinou linkou a dvěma vozy nepřežila rok 1956, kdy bylo rozhodnuto o jejím zrušení. Dne 31. prosince toho roku vyjely trolejbusy do lehnických ulic naposledy.